# Guy de Maupassant
Henri René Albert Guy de Maupassant (AFI: [gi də mopasɑ̃]) (castell de Miromesnil, Tourville-sur-Arques, 5 d'agost de 1850-París, 6 de juliol de 1893) va ser un popular escriptor francès del segle xix. És un dels creadors del conte modern. Les seves narracions denoten sovint la futilitat de la guerra i la desgràcia a què s'hi sotmet els ciutadans innocents —moltes d'aquestes estan ambientades durant la Guerra francoprussiana dels anys 1870. Els seus contes es caracteritzen per l'economia d'estil i la manera eficient com es resolen diferents línies argumentals. També va escriure sis novel·les.

## Biografia
Maupassant va nàixer, probablement, al castell de Miromesnil, prop de Dieppe, al departament del Sena Marítim.
Els Maupassant eren una vella família de Lorena que s'havia arrelat a Normandia a mitjan segle xix. L'any 1846, son pare es va casar amb Laure Le Poittevin. Junt amb el seu germà Alfred, havia estat amiga del novel·lista Gustave Flaubert, que estava destinat a tenir una influència decisiva en la vida del seu fill. Era una dona amb una cultura literària poc comuna, amb una atracció pels clàssics, especialment per Shakespeare. Separada del seu marit, va quedar al càrrec dels dos fills majors, Guy i Hervé.
Va passar la seua infantesa a Étretat, on, entre mar i camp, va créixer en l'amor a la natura i a l'esport a l'aire lliure. Anava a pescar amb els pescadors de la costa i parlava la llengua dels camperols. Estava profundament unit a sa mare.
En un principi va ingressar al seminari d'Yvetot, segons era el desig de sa mare, però va reeixir a fer-se expulsar. En aquest lloc va començar a versificar, a l'edat de tretze anys. De la seua primera educació catòlica, conservaria una hostilitat marcada envers la religió. Llavors va ser enviat al Liceu Corneille de Rouen, on va destacar com a bon alumne, dedicant-se a la poesia i participant molt en el teatre escolar.
Va allistar-se com a voluntari i va lluitar valentament en la Guerra francoprussiana, que va esclatar només acabar el seu batxillerat. Després de la guerra, va deixar Normandia l'any 1871 i va traslladar-se a París, on va passar deu anys com a empleat del Ministeri de la Marina. Durant aquests deu anys d'avorriment, la seua única distracció era practicar el rem al Sena els diumenges i durant les vacances.
Gustave Flaubert el va prendre sota la seua protecció i serà per a ell una mena de mentor literari, guiant els seus inicis en el periodisme i la literatura. A casa de Flaubert, va conèixer el novel·lista rus Ivan Turguénev, i Émile Zola, així com nombrosos escriptors pertanyents a les escoles naturalista i realista. Va escriure molta poesia i peces curtes.

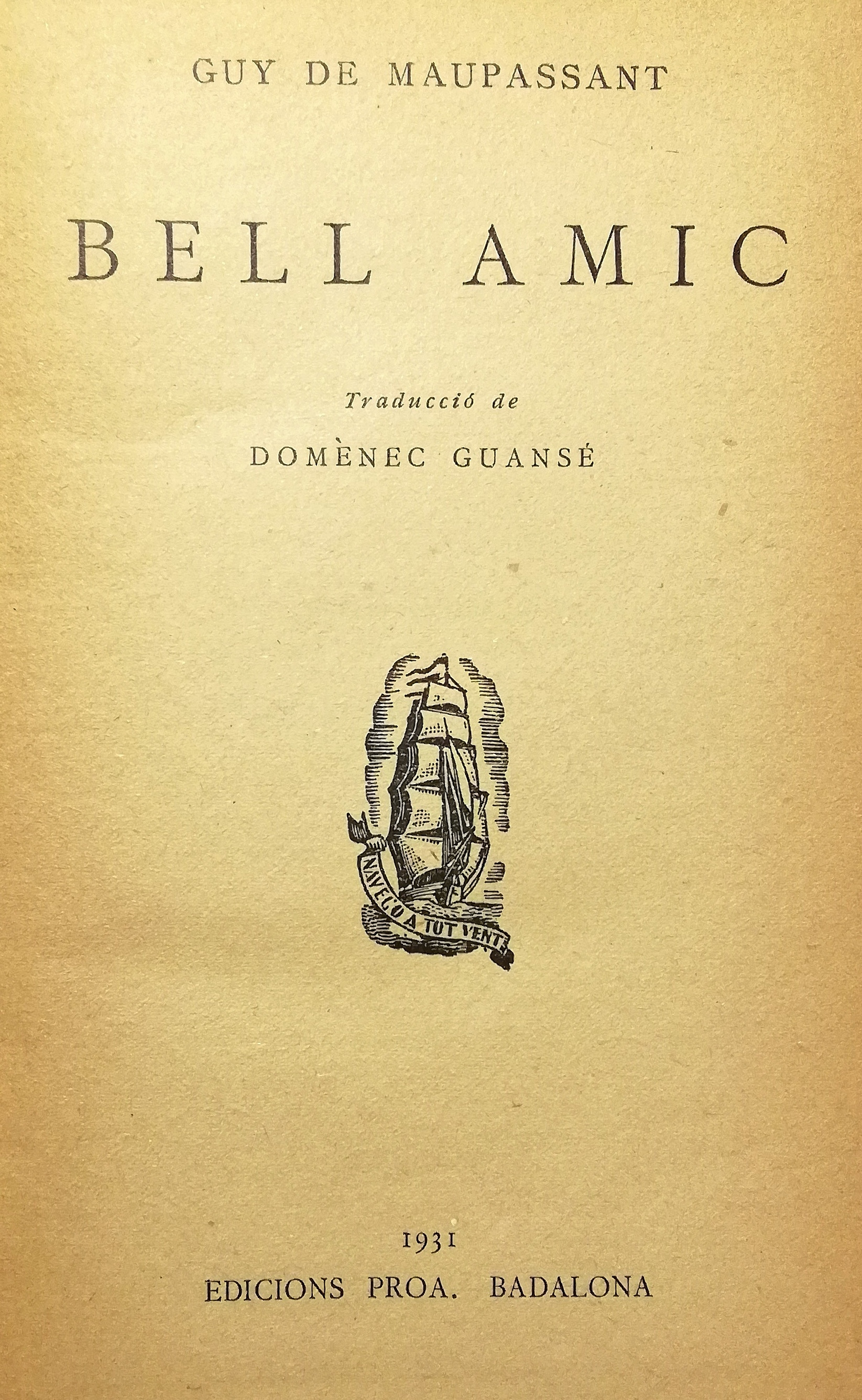
La novel·la Bel-Ami de Maupassant en la traducció catalana publicada a Badalona l'any 1931 dins la col·lecció A Tot Vent

L'any 1878, va ser traslladat al Ministeri d'Instrucció Pública i va començar a subministrar articles a diversos periòdics importants com ara Le Figaro, Gil Blas, Le Gaulois i l'Écho de Paris. Va consagrar el temps de lleure a l'escriptura de contes i novel·les curtes. L'any 1880 va publicar la seua primera obra mestra, Boule de Suif (Bola de greix), que esdevé un gran èxit. Flaubert va qualificar-la d'«obra mestra que romandrà».
La dècada del 1880 és el període més fecund de la vida de Maupassant. Esdevingut cèlebre arran de l'èxit de la seua primera novel·la, va treballar metòdicament, produint anualment de dos a quatre volums. El sentit per als negocis, unit al seu talent, el fan un home ric.
L'any 1881, va publicar el seu primer volum de contes sota el títol de La Maison Tellier (La casa Tellier), que ateny en dos anys la dotzena edició; el 1883, conclou la seua primera novel·la llarga, Une vie (Una vida), de la qual es van vendre vint-i-cinc mil exemplars en menys d'un any.
En les novel·les, concentra totes les observacions disperses en els seus contes i novel·les curtes. La seua segona novel·la llarga, Bel-Ami, va aparèixer l'any 1885 i va gaudir de trenta-set reimpressions en quatre mesos. Així, obres caracteritzades per l'estil, la concepció i la penetració surten de la seua ploma fecunda. En aquesta època, escriu també altra de les seues obres mestres, Pierre et Jean.
La seua aversió natural al contacte social el porta al retir, la solitud i la meditació. Va viatjar extensament per Algèria, Itàlia, Anglaterra, Bretanya, Sicília, Alvèrnia… i cada viatge va ser per a ell sinònim de nous volums. Va fer un creuer en el seu iot privat anomenat «Bel-Ami» com la seua novel·la. Aquest creuer, que el va portar per Cannes, Agay i St. Tropez, li va inspirar Sur l'eau (Sobre l'aigua). Aquesta vida agitada no li va impedir establir lligams d'amistat amb les celebritats literàries del seu temps: Alexandre Dumas (fill) sentia vers ell un afecte paternal. Guy va sucumbir també a l'encís del filòsof i historiador Taine, a qui va conèixer a Aix-les-Bains.
Tot i això, Flaubert va continuar sent el seu padrí literari. D'altra banda, l'amistat amb els germans Goncourt va ser de curta durada; la franquesa de Maupassant i el seu esguard crític sobre la comèdia humana s'acomodaven malament a l'ambient de xafardeig, d'escàndol, de duplicitat i de crítica envejosa que els dos germans havien creat al seu voltant, sota l'aparença d'un saló literari a la manera del segle xviii.
Durant els seus darrers anys, es desenvolupa en ell un gust exagerat per la soledat, un instint de conservació malaltís, un temor constant a la mort i una certa paranoia, potser deguts a la sífilis que s'havia encomanat en els seus anys de joventut. L'1 de gener de 1892, va fer una temptativa de suïcidi, intentant tallar-se la gola. Aleshores va ser internat a París, en la clínica del Dr. Blanche, on va morir de paràlisi general un mes abans del seu 43é aniversari, el 6 de juliol de 1893, després de divuit mesos d'inconsciència gairebé total. En l'acta de defunció, figura la menció «nat a Sotteville, prop d'Yvetot», dada que va obrir la polèmica sobre el seu lloc de naixement.
És soterrat al cementeri de Montparnasse, a París (divisió 26).

## Mirada sobre la seua obra
- Boule de Suif permet a Maupassant esdevenir, als trenta anys, un escriptor cèlebre.
- Domina completament la ironia, que exerceix en nombrosos contes i narracions naturalistes, els personatges dels quals són sovint paisans normands o petitburgesos.
- Excel·leix també en la narració d'aventures amoroses o en el gènere fantàstic: cal esmentar, entre d'altres, La Maison Tellier (1881), Contes de la becada (1883) o Le Horla (1887), que pot ser vista com l'expressió dels seus primers signes de malaltia.
- Es troba en Maupassant aquesta por a la mort en moltes de les seues narracions i en la novel·la Fort comme la mort (1889).
- Maupassant aporta també una visió de la societat i sobre l'absència de valors morals, que hom pot trobar en tots els medis. Les seues novel·les Une vie (1883), Bel-Ami (1885) i Pierre et Jean (1888) li van permetre aprofundir en aquest esguard crític.
- Maupassant va utilitzar diversos pseudònims:
  - Joseph Prunier, amb el qual va publicar, l'any 1875, el seu primer conte: La Main décorché.
  - Guy de Valmont,[2] amb el qual va signar «Gustave Flaubert», aparegut l'any 1876. Va utilitzar aquest pseudònim fins a l'any 1878.
  - Maufrigneuse, que va utilitzar entre 1881 i 1885.

## Obres
Les obres marcades com a «llibre electrònic» es troben disponibles lliurement en format electrònic en francès. Seguiu l'enllaç per a accedir-hi:

### Novel·les i narracions
Per ordre cronològic: 
- Boule de suif (1880) (llibre electrònic Arxivat 2004-03-08 a Wayback Machine.)
- La Maison Tellier (1881)[3](llibre electrònic[Enllaç no actiu])
- Une partie de campagne (1881)[4]
- Une vie (1883)[5]
- Mademoiselle Fifi (1882)[6](llibre electrònic[Enllaç no actiu])
- Contes de la bécasse[7](1883) (llibre electrònic[Enllaç no actiu]) (Contes de la becada, traducció al català per Marta Marfany a Edicions del Cràter, 2021)[8]
- Au soleil (1884)[9]
- Clair de Lune (1883) (llibre electrònic[Enllaç no actiu])
- Les sœurs Rondoli (1884)[10]
- Yvette (1883)[11]
- La Parure (1884)[12]
- Miss Harriet (1884)[13]
- Adieu (1884)
- L'héritage (1884)
- Monsieur Parent (1885)
- Bel-Ami (1885)
- Contes du jour et de la nuit (1885)
- La Petite Roque (1886)[14]
- Toine (1886)
- Mont-Oriol (1887)[15]
- Le Horla (1887) (llibre electrònic Arxivat 2004-03-08 a Wayback Machine.)
- Sur l'eau, Sur l'eau (1888) (llibre electrònic)
- Pierre et Jean (1888) (llibre electrònic[Enllaç no actiu])
- Le Rosier de madame Husson (1888)
- L'héritage (1888)
- Fort comme la mort (1889) (llibre electrònic[Enllaç no actiu])
- La Main gauche (1889) (llibre electrònic[Enllaç no actiu])
- Histoire d'une fille de ferme (1889)
- La vie errante (1890)
- Notre Cœur (1890)
- L'Inutile beauté (llibre electrònic[Enllaç no actiu])
- Le père Millon (1899, posthume)
- Le colporteur (1900)
- Les dimanches d'un bourgeois de Paris (1900)
- Le papa de Simon
- la ficelle (1884)
- la légande du mont St Michel (1882)

### Teatre
- Histoire du vieux temps (1879)
- Musotte (1890)
- La paix du ménage (1893)
- Une répétition (1910)

### Crítica
- Emile Zola (1883)
- Etude sur Flaubert (1884)